# Kernkraftwerk Rolphton
Das Kernkraftwerk Rolphton (engl. auch Nuclear Power Demonstration) war Kanadas erster zur Erzeugung elektrischer Energie genutzter Kernreaktor und gleichzeitig ein früher Prototyp für Reaktoren der CANDU-Baureihe. Am Bau waren Canadian General Electric, Atomic Energy of Canada Ltd. sowie Ontario Hydro beteiligt. Das in Rolphton, Ontario gelegene Kraftwerk bestand aus einem schwerwassermoderierten Druckröhrenreaktor mit einer elektrischen Brutto-Leistung von 25 MW.
Am 11. April 1962 wurde der Reaktor zum ersten Mal kritisch, die Netzsynchronisation fand am 4. Juni 1962 statt. Zum 1. Oktober desselben Jahres ging der Reaktor in den kommerziellen Betrieb über.
Das Kernkraftwerk konnte ca. 10.000 Haushalte mit Elektrizität versorgen. Weit wichtiger als die Erzeugung elektrischer Energie war jedoch die Rolle des Reaktors als Demonstrationsreaktor und Prototyp für folgende CANDU-Reaktoren. Des Weiteren diente er den Ingenieuren als Versuchsanlage für neuartige Brennelemente, Materialien und Kraftwerks-Komponenten. Der Reaktor wurde zudem als Trainingsreaktor für das Bedienpersonal späterer CANDU-Reaktoren genutzt.
Wie auch alle folgenden Reaktoren der CANDU-Baureihe erfolgte die Kühlung sowie die Moderation des Reaktors mit schwerem Wasser. Auch konnte bereits bei diesem ersten Prototyp der Brennelementwechsel während des laufenden Betriebs erfolgen.
Das Kernkraftwerk Rolphton wurde am 1. August 1987 endgültig abgeschaltet, lange nachdem bereits viel leistungsfähigere CANDU-Reaktoren in Betrieb waren. Seit 2006 sind das gesamte spaltbare Inventar entfernt sowie die Anlagen des nicht-nuklearen Bereichs demontiert.
| Reaktorblock | Reaktortyp                  | Netto- leistung | Brutto- leistung | Baubeginn  | Netzsyn- chronisation | Kommerzieller Betrieb | Abschaltung |
| ------------ | --------------------------- | --------------- | ---------------- | ---------- | --------------------- | --------------------- | ----------- |
| Rolphton     | CANDU-Demonstrationsreaktor | 22 MW           | 25 MW            | 01.01.1958 | 04.06.1962            | 01.10.1962            | 01.08.1987  |